# Roberto Sanseverino, Príncipe de Salerno
Roberto Sanseverino (c. 1430 – 2 de diciembre de 1474) fue un noble italiano y almirante del Reino de Nápoles. Fue el primer príncipe de Salerno desde 1463, así como conde de Marsico y Sanseverino, barón de Cilento y señor de Agropoli y Castellabate.

## Biografía
A la muerte de su padre, Roberto heredó los feudos de la familia. Más tarde, recibió del Rey Fernando I de Nápoles el principado de Salerno (1463). En 1470, en Nápoles, comenzó la construcción del Palacio de Sanseverino, que más tarde se convertiría en la iglesia de Gesù Nuovo.
Fue nombrado Gran Almirante del Reino de Nápoles. Durante la guerra entre aragoneses y angevinos, también conocida como la Conspiración de los Barones que estalló en 1460, fue herido en la batalla de Sarno. Después de una alianza momentánea con los angevinos, se puso de nuevo del lado de los aragoneses, luchando contra los Orsini cerca de Cosenza y tomando Salerno en 1461. Como comandante de su flota, el 7 de julio de 1465, derrotó junto a Alessandro Sforza a Juan II de Lorena en la Batalla de Ischia.
Roberto Sanseverino fue un mecenas de las artes, teniendo al novelista Masuccio Salernitano y Luigi Pulci a su servicio.
Se casó con Raimondina Del Balzo Orsini, que le dio tres hijos. Su hijo Ferdinando Sanseverino también fue príncipe de Salerno y condotiero. Su otro hijo y heredero Antonello fue uno de los líderes de la Conjura de los Barones contra los Aragoneses.